# 娘たちの四季 愛は素直に
『娘たちの四季 愛は素直に』（むすめたちのしき あいはすなおに）は、1975年10月1日から1976年3月31日までフジテレビ系列の「水曜ドラマシリーズ」枠で放送されたテレビドラマ。全26回。

## 概要
砂田量爾によるオリジナルストーリー。母親と4人の娘たちで暮らしていた菊村家にある朝突然、坂井直子という女性が訪ねて来た。直子は、友枝の夫で10年前に蒸発した健作が、行った先の北海道で交際していた女性との間にもうけた子供だと言うことで、直子は4人の姉妹にとって異母姉妹という関係だった。やがて直子を含めた5人の娘と母・友枝との生活が始まるが、その後一家は、健作が北海道を出て東京に来ていたと聞いて心揺れ動くようになる。
母親と5人の娘の、女性のみ6人の一家を舞台の中心とし、女性の自立や愛、結婚問題などをテーマにして描いた。本作の出演者の一人、根津甚八は本作でエランドール賞を受賞した。

## スタッフ
- プロデューサー：澤井謙爾
- 脚本：砂田量爾
- 演出：河合義隆（1-10、13-16、18-19、21-23、25-26各話）、関口保幸（11-12、17、20、24各話）
- 撮影技術：白戸義之
- 美術：妹尾河童
- 主題歌：小椋佳『めまい』（作詞・作曲：小椋佳、編曲：星勝　キティレコード）
- 制作：フジテレビ

## キャスト
- 菊村千恵（四女）：中野良子
- 坂井直子：高橋洋子
第11話から、病院で大倉吉太郎の付添婦として勤務。
- 菊村麻子（長女）：長山藍子
- 菊村梢（次女）：夏桂子
- 菊村里子（三女）：沢田雅美
- 菊村友枝：宝生あやこ
姉妹たちの母。姉妹たちがみんな結婚適齢期を迎えたこともあって、娘たちの恋のことで心配が絶えない[5]。
- 立川：根津甚八
梢の恋人。
- 風間：風間杜夫
後に千恵の恋人となる、コンプレックスが強く自閉気味の青年。電気店の店員をしている。鳥の絵を描くことが好きで、絵を描くことで生活出来ることを夢みている。
- 敬太：小倉一郎
直子のボーイフレンド。
- 安田：近藤洋介
後に、麻子の婚約者になる。
- ：岡本茉利
- 上川佑子：高橋ひとみ
- 森本正介：西塚肇
- 正男（農家の青年）：伊藤敏孝
- 大倉吉太郎：内田朝雄
- 西沢（画廊社長）：岡田英次
- 西沢康代（西沢の妻）：初井言榮
- 武宮（画家）：宮口精二
- 山崎浩平：内藤武敏
菊村姉妹の叔父。「山崎印刷」を経営。
- 菊村健作：松村達雄

## 放送局
水曜ドラマシリーズ#ネット局の節を参照。